# Processo unificado
O processo unificado (Unified Process - UP) de desenvolvimento de software é o conjunto de atividades necessárias para transformar requisitos do usuário em um sistema de software. O UP de desenvolvimento de sistemas combina os ciclos iterativo e incremental para a construção de softwares. É fundamental na visão de que o avanço de um projeto deve estar baseado na construção de artefatos de software, e não apenas em documentação.
O Processo Unificado (PU) surgiu para realizar o desenvolvimento de software visando a construção de sistemas orientados a objetos. Este modelo de desenvolvimento de software é iterativo e adaptativo, desta forma consegue produzir um sistema de grande porte como se fossem vários pequenos sistemas, o que diminui o risco do projeto.

## Características

### Iterativo e Incremental

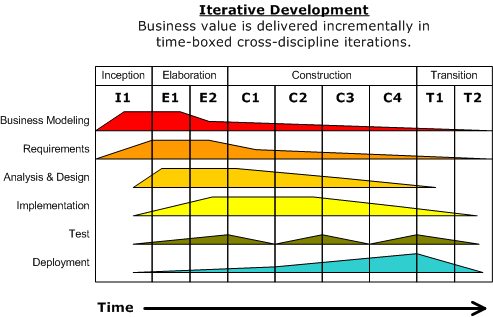
Fases do Processo Unificado(PU)

O Processo Unificado é um processo Iterativo e Incremental. As fases de Elaboração, Construção e Transição são divididas em uma série de interações. (A fase de Iniciação também pode ser dividida em iterações para grandes projetos). Cada iteração resulta em um incremento, que é uma versão do sistema que contém funcionalidades adicionais ou melhoradas em comparação com a versão anterior.

### Dirigido por Casos de Uso
No Processo Unificado, Casos de Uso são usados para capturar requisitos funcionais e refinar o conteúdo das iterações. Cada iteração tem um conjunto de casos de uso ou cenários de requisitos durante todo o tempo de implementação, teste e desenvolvimento.

### Centrado na Arquitetura
O Processo Unificado insiste que a Arquitetura deve estar no centro dos esforços da equipe do projeto, para dar forma ao sistema. Uma vez que não existe um modelo único suficiente para cobrir todos os aspectos do sistema, o Processo Unificado suporta múltiplas visões e modelos arquiteturais.
Uma das entregas mais importantes do processo é a arquitetura executável, que é criada durante a fase de Elaboração. Esta implementação parcial do sistema serve para validar a arquitetura e atuar como uma base para o desenvolvimento do restante.

### Focado no Risco
O Processo Unificado requer que a equipe do projeto concentre-se em enfrentar os Riscos mais críticos no início do ciclo de vida do projeto. As entregas de cada iteração, especialmente na fase de Elaboração, devem ser selecionadas de forma a garantir que os maiores riscos sejam tratados em primeiro lugar.

## Funcionamento
Ele é baseado em componentes, o que significa o sistema ser construído a partir de componentes de software interconectados via interfaces muito bem definidas. O processo unificado utiliza a Linguagem de Modelagem Unificada (Unified Modeling Language – UML) no preparo de todos os artefatos do sistema. 